# ジム・カスタム
ジム・カスタム (GM CUSTOM) は、「ガンダムシリーズ」のうち宇宙世紀を舞台とする作品に登場する架空の兵器。有人操縦式の人型機動兵器「モビルスーツ（MS）」のひとつ。初出は、1991年に発売されたOVA『機動戦士ガンダム0083 STARDUST MEMORY』。
作中の軍事勢力のひとつである地球連邦軍の量産機で、テレビアニメ『機動戦士ガンダム』に登場するジムの改良型のひとつ。「やられ役」としての描写が多いジム系としては珍しく、エースパイロット用の高性能機とされる。『0083』劇中ではサウス・バニング大尉率いる、ペガサス級強襲揚陸艦「アルビオン」のMS隊の主力機として活躍する。
メカニックデザインはカトキハジメ。
本記事では、ほかの外伝作品に登場するバリエーション機、および後継機であるジム・クゥエルについても解説する。

## 設定解説
宇宙世紀0080年10月13日に施行された「連邦軍再建計画」の発動にともない、連邦軍首脳陣は一年戦争において互換性の低いバリエーションが多数存在することとなったジム系の規格統一化を図るべく、生産性や部品調達においては平均値を指標としつつも高性能化を達成するという、本来であれば矛盾する目標を掲げる。
本機の設計のベースとなっているのはジム・スナイパーカスタム（SC型）やジム・コマンド（G型）であるが、これらは本格的な量産を前提としておらず、そのままの形での量産化は不可能であった。これには戦後の経済情勢が大きく影響しているといわれるが、実際には同時期に「ガンダム開発計画」が秘密裏に進行しているというう状況下にあり、手もちの資材や施設を流用しなければならないという事情もあったといわれる。
そこで注目されたのがガンダムNT-1である。同機はもともと「ガンダムの量産化」を目標として設計されており、原型機よりユニット化が進んでいた。さらに、開発を推進していたオーガスタ基地には、相当数の未組立のユニットが生産されたままとなっていた。
ジム改をベースに、フレームを最大限に活かしつつガンダムNT-1の構造を取り込むことで、扱いやすい機体となっている。それまでの機体と比較してバランスに優れているが、その分性能的に突出する部分はなく「特長がないのが特徴」と揶揄されることもある。
パワード・ジムの実験結果にもとづいて各部スラスターやジェネレーターの強化がおこなわれた結果、出力はガンダム・タイプ並みとなり、推力は従来のジムと比較してほぼ倍で、機動性や運動性が向上している。また、サブ・スラスターのトリムや四肢のアクチュエターのレスポンスやトルクなどが機体ごとに調整可能なように改装されている。デラーズ紛争以前の連邦製量産機としては最上位機種に位置づけられ、本格的な量産計画が策定されるものの、性能に比例して製造コストが高く、生産数は極端に少ない。おもにエースパイロットに優先して配備されるが、もともとエース用に製造されたともいわれる。
デラーズ紛争終結後は、開発チームを含むプロジェクト自体がティターンズの管理下に置かれ、若干の設計変更ののちジム・クゥエルとして生産ラインが切り替えられている。

### 機体構造
頭部
基本的に、SC型とG型を統合した機能を併せもつ。狙撃用や対人用のセンサーに加え、高性能のコ・プロセッサー・フレームが搭載されており、投入領域や任務を問わない柔軟性を付与している。ゴーグルの形状が既存の機体とは上下逆に設置され、下方視界やサーモグラフ、動態センサーなどの範囲が拡大している。後頭部左側に装備しているロッド・アンテナは試作機並みの送受信能力をもち、機体のモニタリングに最適化されている。指揮官機としての運用を想定して開発された通信ユニットが大型化したため、バルカン砲の装弾数はジム改より減っている。
胴体
コックピット・ブロックは0080年代初期に供給された機体と基本的にほぼ同等であるが、内装は新規に設計されている。モニターは従来のジム系より解像度が高い。のちに順次全天周囲モニターおよびリニアシートにアップデートされている。
胸部構造は、大戦末期に開発されオーガスタ系量産機に多く採用されている2層構造の複合インテーク / ダクトをもっており、メイン・ジェネレーターの安定と稼働効率を保証する。実質的にこの構造を設計段階から採用したのが本機であるといわれており、リニアシートが標準装備となるまでの間、「高性能機」の基本構造となる。
出力向上のため、それまでのジム系の多くが採用していたコア・ブロック方式（コア・ファイターにはならない）を廃止し、大型のタキム社製1,400キロワット級ジェネレーターを搭載している。また余剰スペースを利用して腰部にサスペンションが追加され、重力下での「乗り心地」も改善されている。
ランドセルはガンダムNT-1のものがほぼそのまま採用されているが、生産性を考慮してコストダウンが図られている。
腕部
ガンダムNT-1用に開発されたユニットが、ほぼそのまま採用されている。同機の腕部はガトリング砲を内蔵しており、構造的に少ない容積ながら当時の標準的なマニピュレーターとほぼ同等の機能を達成している。本機ではガトリング砲はオミットされ、その分の軽量化に貢献しているが、本機の試験運用を通してMSの可動を抜本的に改善できるのではないかという、ムーバブル・フレームの原型となる発想が生まれたともいわれる。肘関節も、NT-1でこころみられたマグネット・コーティング対応の駆動系デバイスを採用している。
装備の互換性の確保および拡大のため、オプション・ラッチ構造の審査用として前腕部甲のパネルは交換可能となっており、ラッチなどはのちの統一規格の原型となる。肩アーマーの姿勢制御ユニットは前後にスラスターを有し、オフセットしてマウントされており、少ない推力で軌道変更が可能となっている。
脚部
基本的にガンダムNT-1と同等のユニットであるが、宇宙用に特化した3基のサブ・スラスター・ユニットはオミットされ、標準的な装甲がほどこされている。稼働における確実性が優先されたため、NT-1と同等の膝部ユニットの採用は見送られ、大容量のエネルギー供給ケーブルが露出する設計となっている。これにより、足下のスラスター推力は格段に向上、また生産性やメンテナンス、装備の換装をおこなう場合にも利便性が高く、ムーバブル・フレームが主流になるまで多くの機体にも採用されている。任務によっては、NT-1のように脚部に大型のプロペラントタンクを換装し、高機動戦闘への対応も可能だったようだとされる。

### 武装
頭部60ミリバルカン砲
連邦系MSの標準装備。
ジム・ライフル
型式番号：HWF・GR・MR82-90mm / HWF GMG MG82-90mm
ホリフィールド・ファクトリー・ウェポンズ社製。バレルやセンサー、ストック、マガジンなどを換装可能なジム・マシンガン（ジム改などが携行）のロング・バレル仕様で、初速が15パーセント増加し貫通力が強化され、有効射程も6,200メートルと延長されている。弾体（徹甲榴弾GU-κ）はケースレスで排莢機構はないが、ジャミング対策にコッキングおよびイジェクト機能は残されている。全長9.4メートル、装弾数30発。
ビーム・サーベル
型式番号：XB・G-1019H
ガンダムNT-1で開発されたセンター配置のベース・ユニットの規格に対応している。口径は既存のものと同じだが、エネルギーCAPシステムでもマニピュレーターを介してエネルギー供給が可能なデュアル・サプライ・デバイスが採用されている。
シールド
型式番号：RGM・M-Sh-ABT/S-0057
ジム・コマンド用に開発された曲面シールドの更新型。表面に耐ビーム・コーティングがほどこされたものもある。裏面にジム・ライフルのマガジンを2基装備可能。

## 劇中での活躍
OVA『0083』第3話で初登場。カラーリングはほぼ全身を薄い青緑で塗られている。ジオン公国残党軍「デラーズ・フリート」に強奪されたガンダム試作2号機の奪還任務を受けたアルビオンにジャブローから補充された3機が配備され、補充パイロットのアルファ・A・ベイト中尉とベルナルド・モンシア中尉が搭乗する。モンシアは配属直後の本機を隊長のサウス・バニング大尉に無断でもち出し、コウ・ウラキ少尉操縦のガンダム試作1号機と模擬戦をおこなうも敗れる。
第4話では、ノイエン・ビッター少将率いるキンバライド基地防衛隊と交戦し、ドム・トローペン4機を含むMS部隊を母艦アルビオンとの連携で全滅させるも、ザクII F2型の攻撃でベイト機が脚部に被弾し、行動不能となる。
第5話では、宇宙でシーマ・ガラハウ中佐率いるシーマ艦隊とアルビオンが交戦し、MS隊とゲルググMの部隊が激戦を繰り広げる。戦闘終盤には、シーマ・ガラハウ中佐のゲルググMに圧倒されたガンダム試作1号機を救うべく、バニングが怪我を押して本機で初出撃。1機撃墜し、シーマ機を撤退させる。
第8話では、シーマ艦隊と遭遇した戦艦バーミンガムを援護すべく、バニング機がガンダム試作1号機フルバーニアン、ジム・キャノンIIを率いて出撃。バニング機はふたたびシーマ機と交戦するが、敵機の110ミリ速射砲弾が右腹部に命中する。機体に変調はないかに見えたが、帰還の途中に突然爆発し、機体は失われバニングも戦死する。残されたモンシア機とベイト機はその後もアルビオン所属機として活躍し、デラーズ紛争を戦い抜く。
『0083』以前に制作された、のちの時代を描いたテレビ版『機動戦士Ζガンダム』に本機の設定はまだなかったが、『0083』以後に制作された劇場版『機動戦士ΖガンダムIII A New Translation -星の鼓動は愛-』にはジム・キャノンIIとともにエゥーゴ側の戦力として配備されている様子が数カット描かれている。従来塗装の機体だけでなく、ジムIIと同様のエゥーゴ・カラーで塗装された機体も登場する。武装は、ジムIIのものと同型のビーム・ライフルを携行している。
雑誌・ウェブ企画『A.O.Z Re-Boot』では、ティターンズ所属機が登場。同隊設立直後から後継機のジム・クゥエルが配備されるまでの約2か月という極めて短い期間にのみ運用されている。ジム・クゥエルと同じティターンズ・カラーの濃紺を基調とする。
書籍『マスターアーカイブ モビルスーツ RGM-79ジム Vol.2』では、連邦軍標準カラーは従来のジムと同様の赤と白を基調としている。また、0083年初頭に強襲揚陸艦「グレイファントム」に2機が配備されているが、デラーズ紛争における核攻撃に巻き込まれ失われている。カラーリングは濃淡の紫を基調とする。

## バリエーション

### ジム・カスタム高機動型
GM Fullburnern
ムック『ガンダムウェポンズ マスターグレードモデル“ガンダムGP02A”編』掲載の八須誠による模型作例が初出で（型式番号：RGM-79N-Fb）、のちにゲーム『SDガンダム GGENERATION-ZERO』にも登場。その後、八須はふたたびSD版とともに新規に作例を製作し、雑誌『ホビージャパン』に掲載された（細部が初出版と異なる）。
ジム・カスタムにガンダム試作1号機 フルバーニアンの装備を追加した機体。フルバーニアンのユニバーサル・ブースト・ポッド (UBP) や脚部プロペラント・ユニットの有効性が認められ、ジム系へのフィードバックが検討される。しかし、UBPによる極端な機動性・旋回性の向上は機体にかなりのポテンシャルを必要とし、ジム・カスタムがベース機として選択される。数機が試作されて試験運用がおこなわれ、熟練パイロットからの評価はおおむね好評であったが、コスト面で折り合いがつかず、開発は中断される。
武装は、初出版およびゲーム版は専用の、再製作版はジム・ライフルを携行する。また、ランドセル本体は初出版はフルバーニアンのもの、再製作版は原型機のものとなっている（ゲーム版は不明）。

### ジム・カスタム《シルバー・ヘイズ》
小説『機動戦士ガンダム ブレイジングシャドウ』に登場するジム・カスタムのカスタマイズ機（型式番号：RGM-79N）。
不法購入によって宇宙海賊「シュテンドウジ」に渡った機体で、シュテンドウジのパイロットであるウイングス・ハウザーの専用機となっている。全身が銀色に彩られており、頭部に角をイメージした2本のデコレーションが追加されているが、機体への大幅な改造は行われていない。また、携行するシールドの形状は通常のジム・カスタムのものと異なる。
左腕を損傷した後、後述のシルバー・ヘイズ改として改造される。

#### ジム・カスタム《シルバー・ヘイズ改》
小説『機動戦士ガンダム ブレイジングシャドウ』に登場するジム・カスタムのカスタマイズ機（型式番号：RGM-79N）。
宇宙海賊「ファラク」の高機動型ゲルググに対抗するため、シルバー・ヘイズにさらなる改造を施した機体。先端部の3か所からビーム刃を発生させる新型兵装「ビーム・ミツマタ」を携行しており、これによって高機動型ゲルググのビーム・ナギナタに対抗できるだけでなく、通常のビーム・サーベルよりエネルギー消費が抑えられており、継戦能力も向上している。また、左腕にはアレックスと同型のガトリング砲を装備しており、総合的な火力の向上も図られている。
ファラクとの戦いの後、マリア・シールド社を立ち上げて以降もウイングスは本機を愛用しており、ヘルズゲート攻略戦でも本機でカインの援護に回っている。

### アトミック・ヘビー・アーマー・ジム・カスタム
漫画『0083 REBELLION』に登場。映像版には登場しない（型式番号：RGM-79N AHA）。
ジム・カスタムをベースにアトミック・バズーカの運用を可能とした機体。本機の機体説明により、ザクIの使っていた核が原子爆弾だったという設定になった。
アトミック・バズーカ自体にミノフスキー粒子を使った高圧フィールドによって純核融合弾を発射するという意欲的な設計であったが、アトミック・バズーカの設計の不備により、1発発射しただけで二度と使えなくなるという欠点が存在する。なお、後継機に当たるガンダム試作2号機では、純核融合弾からMk82レーザー核融合弾に変更されている。

## ジム・カスタム（サンダーボルト版）
漫画『機動戦士ガンダム サンダーボルト』に登場するジム・カスタムは、本体のデザインは同作品の登場MSに比べてほとんどアレンジされていないが、関節部はシーリングが施されており、バックパックは4基のスラスター付きアームが伸びたものとなっている。また、シールド裏にワイヤー付きシザース・アンカーを装備した機体もある。
0080年に、サイド6に逃げ込もうとする南洋同盟の船団を撃破するため、ペガサス級「タイコンデロガ」を旗艦とする艦隊から12機が出撃するも、失敗に終わる。判明しているパイロットはボルコフ大尉、バーバラ中尉、トミー。

## ジム・クゥエル
『0083』に登場するジム・カスタムのバリエーション機。メカニックデザインはカトキハジメ。OVA本編の原画が描かれてから設定画が描き起こされたという特殊な経緯を持つため、劇中と設定画で形状に一部相違が見られ、カラーリングも黒とダーク・グレーに近い。
後年の企画『A.O.Z Re-Boot』では、『0083』に登場した機体はジム・クゥエル（前期生産タイプ）であると設定された。
プラモデル「1/100 マスターグレード ジム・クゥエル」の製作に伴って新たに設定画が描き起こされ、当初の設定画とは全体的に印象が異なる直線的なデザインへと変更。特にランドセルに関しては各部のバランスがリデザインされている。カラーリングに関しても、ティターンズ・カラーのガンダムMk-IIを意識した濃紺へ変更されており、その後の作品に登場する場合にも踏襲されている。

### 設定解説（ジム・クゥエル）
ジオン公国軍残党の掃討やスペースコロニー内での治安維持任務用に配備された、ティターンズ初期の主力機。機体名称の「Quel」には「鎮圧する（quell）」という意味と共に「地球の法と権限を行使する（Qualified to Use Earthly Law または QUalified to Enforce the (Earth) Law）」という意味が込められている。
基本構造はガンダムNT-1に連なるオーガスタ系の機体で、デラーズ紛争期にエースパイロット向けに配備されたジム・カスタムをベースとしている。ただし、ジャミトフ・ハイマンは自身の政治生命を危うくさせるガンダム開発計画の反映や、アースノイドとしてのプライドゆえにジオン公国系の技術導入を良しとしなかったため、開発は旧ジオニック社の技術者が多く在籍するアナハイム・エレクトロニクスなど民間企業の協力を介さず、アースノイドで構成されたルナツー工廠内で独自におこなわれた。その結果、ジム・カスタムの基礎設計を踏襲しながらも、コロニー内での戦闘に則したセンサーの強化、対人制圧用の脚部センサー設置などがおこなわれている。比較的加重の負担が少ない腕部構造に限定し、後のムーバブルフレームの前身的機構が試験的に採用されている。
運用は宇宙世紀0083年12月に開始された。コクピットは宇宙世紀0084年時点では従来型だが、宇宙世紀0085年時点でリニアシート式に換装された機体が存在する。
ジムのバリエーション機のほとんどが白系統の塗装であるのに対し、本機はティターンズ・カラーである濃紺の塗装が施されているが、ティターンズ以外に配備された機体はこの限りではない。
同じく連邦系の技術だけで作られたジムII同様、グリプス戦役時にはすでに旧式化し、第一線を退いている。

### 武装・装備（ジム・クゥエル）
頭部60mmバルカン砲
頭部に2門内蔵される近接戦用機関砲。初代ガンダムより受け継がれてきた連邦系MSの伝統的な武装。
ビーム・サーベル
型式番号：XB-G-1065H
ガンダムNT-1以降の機体に採用されたセンター配置型エネルギーサプライユニットに対応した、ビーム・サーベル。グリップ内蔵のエネルギーCAPシステムと、マニピュレータープラグ双方からのドライブが可能なデュアルサプライデバイス方式を採用している。ジム・カスタムに採用されたXB-G-1019H型のマイナーチェンジモデルで、基本性能はほぼ同等である。
ジム・ライフル
型式番号：HFW-GR・MR82-90mm
90 mm口径の実体弾ライフル。ジム・カスタムに採用されたものと同一武装で、発砲時の排莢機構を省略したケースレスタイプの弾丸を使用し、連続発射する。ジム・クゥエルは任務の性質上、市街地での運用場面が多いことから、こうした機構は周囲の建造物や民間人に余計な被害を与えることなく、任務遂行の円滑化に貢献している。
ビーム・ライフル
型式番号：BOWA・BR-S-85-C2
ジムIIなど、別系列の機種にも広く使用されるビーム・ライフル。ビームスプレーガンの生産ラインを流用して作られた廉価モデルだが、出力や稼働時間面での改良が加えられており、充分に実用的な性能を持つ。
型式番号：XBR-M84a
コンペイトウ方面軍所属機体では、ガンダムTR-1［ヘイズル］と同型のビーム・ライフルを装備した機体が存在したとの説もある。『Re-Boot』にて、火星に持ち込まれた機体はアーリー・ヘイズルも含め、2連結Eパック方式ショートバレルタイプを使用している。このため、腰部にEパックを2個マウントできるホルダーが追加されている。
シールド
型式番号：RGM・M-Sh-ABT/S-0019S
別系列機にも広く普及された防御武装。着弾時の効率的な運動エネルギーの減免・拡散を目的とした曲面主体のフォルムを持つ。表面には特殊コーティング処理が施され、ビーム兵器に対してもある程度の耐久性を持つ。裏面にはマシンガンの予備マガジンを計2基マウント可能。
チョバム・アーマー
雑誌・ウェブ企画『A.O.Z Re-Boot』で設定された。
ガンダムTR-1［ヘイズル］による実験データを反映したもので、ザクIIやドムなど実体弾を主兵装とするジオン残党のMSに対しては有用な装備である。

### 劇中での活躍（ジム・クゥエル）
OVA『機動戦士ガンダム0083 STARDUST MEMORY』および劇場版『機動戦士ガンダム0083 ジオンの残光』のエピローグでは、結成直後のティターンズの戦力として、アレキサンドリア級巡洋艦「アル・ギザ」に搬入される2機が登場する（前期生産タイプも参照）。
劇場版『機動戦士Ζガンダム A New Translation -星を継ぐ者-』では、グリプズから出港直前のアレキサンドリアの周辺で1機が登場する。
劇場アニメ『機動戦士ガンダムNT』では、宇宙世紀0087年にオーガスタ研究所に配備中の1機が登場する。
マスターグレードの本機のプラモデルの説明書に掲載されたエピソードでは、エアーズ市におけるMSを持ち出した過激な労働組合の闘争行動を瞬時に鎮圧している。漫画『GUNDAM LEGACY』でもこのエピソードが取り上げられており、パイロットの中にはフォルド・ロムフェロー大尉もいる。ザクII F2型のザクマシンガンの直撃をシールドで防ぎきっている。
漫画『機動戦士ガンダム0083 REBELLION』では、ティターンズに転属となったあとの元ペガサス級強襲揚陸艦「アルビオン」のクルーの活躍も描かれており、アルファ・A・ベイト大尉、ベルナルド・モンシア大尉、チャップ・アデル中尉が搭乗する。その後、モンシア機は味方であるデボス・ロア大尉機による誤射を受けて損傷した頭部をジム・カスタムのものに（再塗装せず）交換している。また、上記のフォルド機も登場する。そのほかのパイロットはトクシマ。
漫画『機動戦士ガンダム ウェアヴォルフ』では、0085年に隊長機のペイルライダーD IIとともに2機が登場。1機のパイロットはラセッド・グレンドン少尉（当時）。もう1機はジム・スナイパーのロングレンジ・ビーム・ライフルを携行する。
雑誌企画『ADVANCE OF Ζ ティターンズの旗のもとに』では、ガンダムTR-1［ヘイズル］のベースとなっているほか、のちに2号機となる予備機も配備されている。また、コンペイトウ方面軍の一般部隊用の機体として、通常のジムと同様の赤と白のカラーリングが施された機体が登場している。
雑誌企画『ADVANCE OF Ζ 刻に抗いし者』では、反ティターンズ組織「ケラウノス」追撃部隊のヒューイット・ライネス大尉とソウイチ・オビノ少尉が搭乗し、オビノ機大破後はアーネスト・マクガイア少尉機が補充される。
『A.O.Z Re-Boot』では、グリプス戦役の敗戦を受けて火星に渡り、ジオン残党組織「レジオン」に合流したティターンズ残党（トリスタン派）がレジオン建国戦争において運用している。カラーリングはトリスタン率いるティターンズ内の秘密特殊部隊「ブラックヘアーズ」の部隊カラーである漆黒を基調に、一部が白などで塗り分けられているが、レジオン所属であることを示すためにシールドの一部が赤く塗られ、同軍のエンブレムが大きく描かれている（本体のカラーリングは黒1色に近い）。その後を描いた漫画『A.O.Z Re-Boot ガンダム・インレ-くろうさぎのみた夢-』ではレジオンに奪われているが（型式番号：ARZ-79GQ）、「うさぎ狩り」の刑に処されるドナルドのためにトリスタンが1機を調達する。アリス親衛隊およびアリシア・ザビと交戦の末に敗れるが、機体はティターンズ残党に回収され、アーリー・ヘイズルに改修される。
『ガンダムエース』2003年7月号掲載の短編漫画「OVER THE MIND」（『くろうさぎのみた夢』の前日譚に当たり、のちに同作単行本第1巻に再録）の冒頭では、脱走した「実験体」の捜索の任に就いている。
漫画『機動戦士ガンダム MSV-R ジョニー・ライデンの帰還』では、宇宙世紀0090年には民間軍事会社「テミス」に払い下げられており、同社所属機としてコンペイトウ駐留部隊の機体に類似したカラーリング（肩部が赤）の機体が登場する（「テミス」のエンブレム・マーキングを外した機体も存在する）。
「GAデータ」と呼ばれる仮想空間を舞台とする漫画『ガンダムEXA』では、脱走したゼロ・ムラサメ追跡のためにジェリド・メサ、カクリコン・カクーラー、エマ・シーンの3人が本機に搭乗している。

### ジム・クゥエル（前期生産タイプ）
『0083』のエピローグに登場した機体に、『A.O.Z Re-Boot』で設定を付与したものである（型式番号：RGM-79Q）。同企画のカラー画稿では、劇中と異なり濃紺となっている。
ティターンズが初期に配備した機体で、おもに「アル・ギザ」などに配備される。腕部はジム改、脚部はジム・カスタムと同型であるほか、頭部や脚部スラスターの配置など細部も異なる。